# Agora (czasopismo)
Agora – polskie czasopismo literackie ukazujące się we Wrocławiu w latach 1964–1969.
Początkowo czasopismo miało formę powielanego uniwersyteckiego biuletynu Związku Młodzieży Socjalistycznej. Następnie przekształciło się w pismo ogólnopolskie, reprezentujące młodych pisarzy. Jednym z redaktorów pisma był Lothar Herbst. Wokół czasopisma wytworzyła się grupa literacka Agora. W „Agorze” drukowano też utwory innych młodych autorów, m.in. z miast takich jak Kłodzko, Łódź, Opole i Zielona Góra. Na łamach „Agory” opublikowały swoje manifesty także inne  grupy literackie: wrocławskie Ugrupowanie 66 i łódzkie Centrum (1968 nr 19).